# Place Vauban (Charleroi)
La place Vauban est le cœur historique de la ville de Charleroi en Belgique, autrefois la place d'armes de la forteresse fondée en 1666. Communément appelée place de la Ville-Haute, elle reçoit le nom de place Charles II en 1912. Charles II était roi d'Espagne et des Pays-Bas lors de cette fondation. Elle devient la place Vauban en 2023. Elle est aussi nommée « place des jets d'eau » à la suite de l'installation de fontaines.

## Histoire
La place garde le tracé hexagonal de la forteresse espagnole, qui s'inspire du modèle idéal de la Renaissance appliqué à Palmanova (1593), actuellement en Italie.
Ce plan avait pour but de permettre un déplacement facile pour les troupes entre le centre et les bastions. Six rues menaient aux six bastions. Des rues parallèles aux côtés de la place délimitent des îlots bâtis. Un îlot sur deux, ceux réservés à l'habitat, est percé d'une rue dont deux menaient à des portes. La porte de Bruxelles au nord, la porte de France au sud-ouest. Le bâti de la place a évolué tout en gardant le tracé du projet initial.
Au XIXe siècle, c'est sur cette place qu'étaient organisées les exécutions de la peine de mort. En 1862, on y décapita notamment certains membres de la Bande Noire, plus de 20 000 personnes assistèrent à l'exécution par la guillotine d'Auguste Leclercq et de Jean-Baptiste Boucher.
La place prend le nom de « place Charles II » en 1912.
Dans la seconde moitié du XXe siècle, la place est devenue un rond-point et une zone de stationnement. Dans les années 1990, la rénovation de la place a permis de mettre en évidence son tracé hexagonal.
En 2023, à la suite de la rénovation de la place, le bourgmestre de Charleroi, Paul Magnette, le collège communal et le conseil décident de renommer les lieux en « Place Vauban ». Des historiens locaux indiquent que Vauban n'a pas dessiné cette place, ce qu'il a écrit personnellement. Des citoyens créent une pétition contre ce renommage. Le nouveau nom est cependant voté lors de la réunion du Conseil communale du 28 août 2023,.

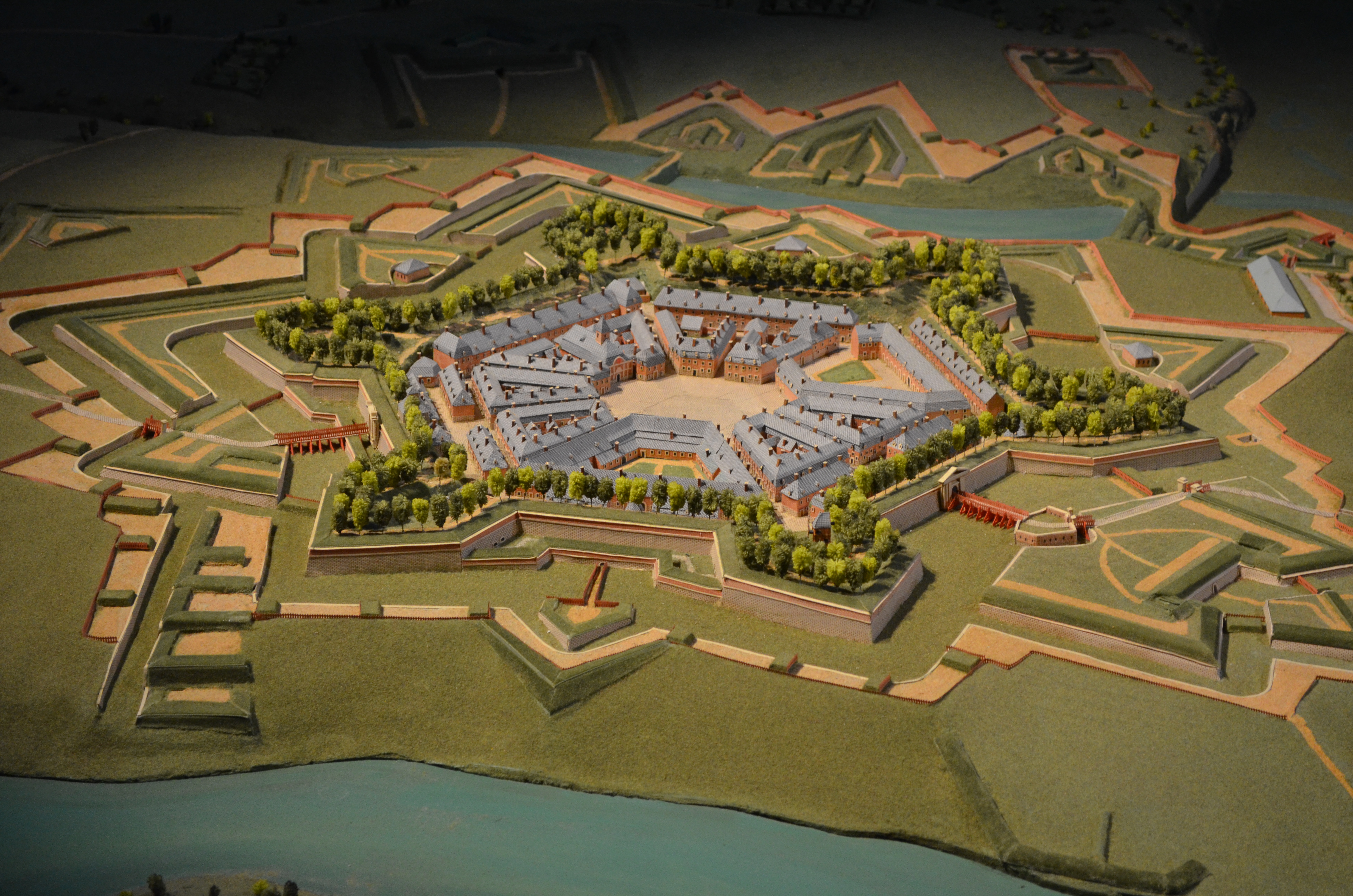
Plan-relief d'après la levée de 1696. Ville-haute vue de l'ouest.
La place et les rues adjacentes. En bleu, la forteresse de 1666, aujourd'hui détruite (les chiffres et lettres renvoient au texte ci-après).

## Adresses notables
- A - Hôtel de Ville
À cet emplacement se trouvait initialement une caserne de cavalerie, puis, au milieu du XIXe siècle, le Palais de Justice, avant que celui-ci ne déménage au boulevard Central (actuellement boulevard Audent) en 1880. Le bâtiment actuel date de 1936.
- B - Église Saint-Christophe 
Avant l'agrandissement de 1956, deux ruelles étaient contiguës à l'église : ruelle Saint-Jacques[4] et ruelle Saint-Christophe[5].
- n° 23 : Maison des Huit Heures. 
Construit dans l'îlot sud, à l'emplacement de l'Hôpital militaire, ce café est le symbole des luttes sociales.

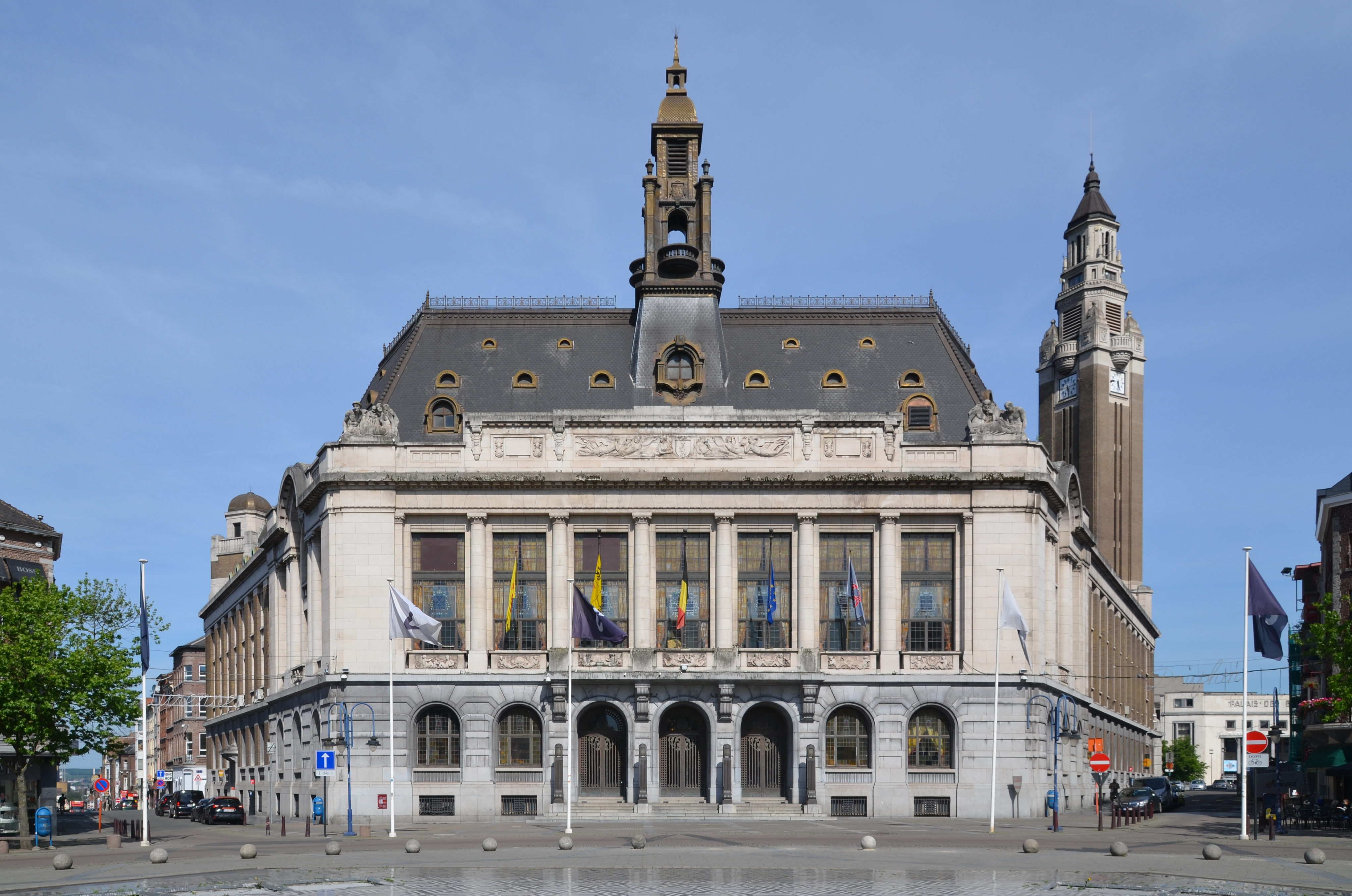
Hôtel de Ville
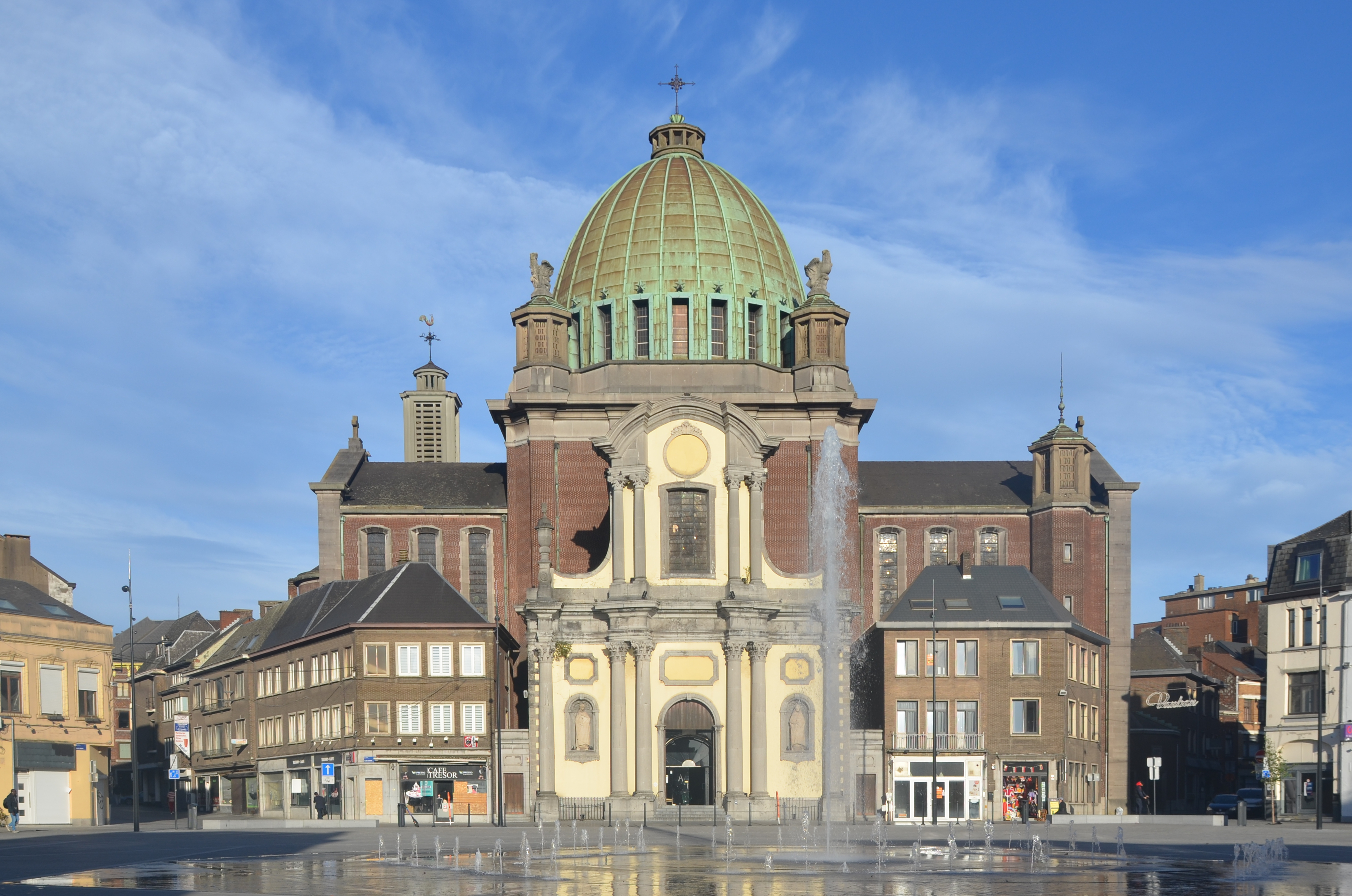
Église Saint-Christophe
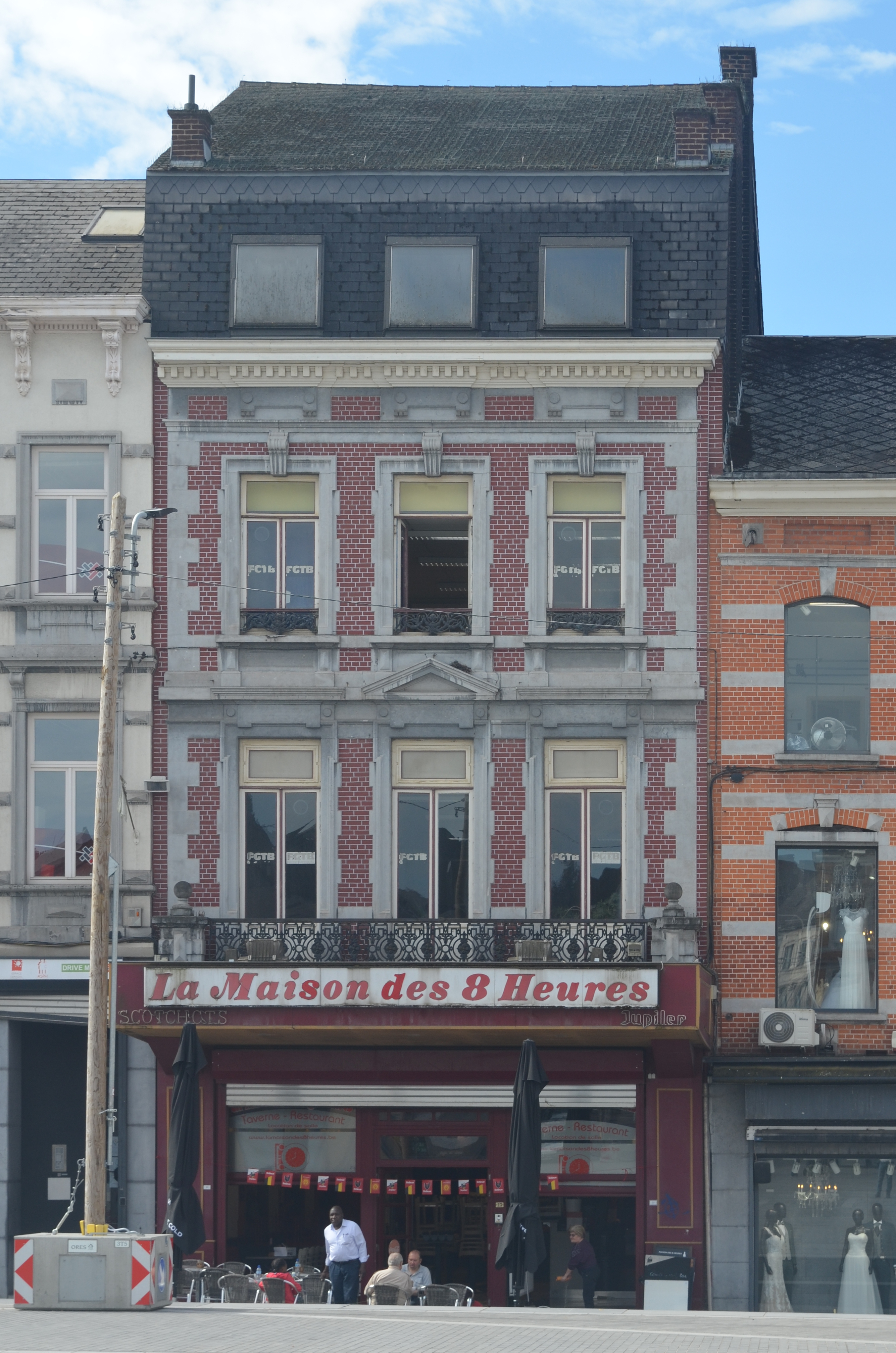
La Maison des Huit heures

## Rues adjacentes
Neuf rues aboutissent à la place. Le nom de la plupart d'elles fut officiellement attribué par le Conseil communal le 30 juin 1860. Avant cette date, les habitants donnaient des noms qui leur paraissaient les mieux appropriés, sans tenir compte d'histoire ou d'étymologie.

### Rue Neuve

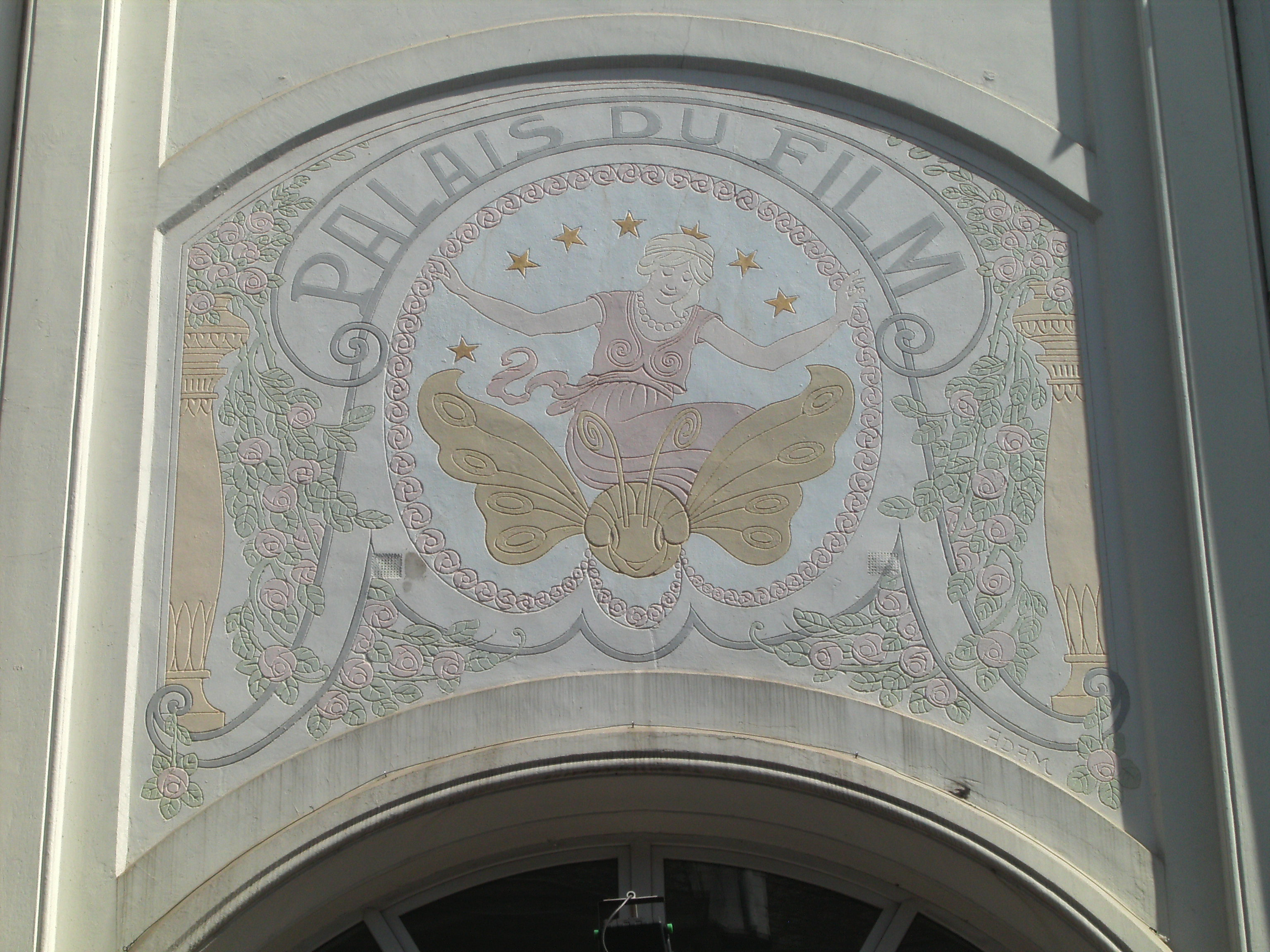
Le Palais du film, ancien cinéma de la rue Neuve (n° 57) qui en comportait plusieurs autres,. Sgraffite (repeint) signé Adam.

1. Appelée rue de Bruxelles au début du XVIIIe siècle car menant à la porte du même nom. Par la suite, ce nom fut conservé pour la section entre la place et la rue de l'Aigle Noir, le reste, créé lors de la construction de la forteresse hollandaise en 1816, devenant la rue Neuve (dont le nom date de 1860). Plus tard, c'est toute la rue qui reçut ce nom. Dès 1873, un tramway y passe qui relie la Ville-Haute au Faubourg et Gilly. C'est une rue commerciale dès sa création. Elle comporte encore certains ensembles de façades datant du XIXe siècle, mais aux rez-de-chaussée transformés.

### Rue de la Régence

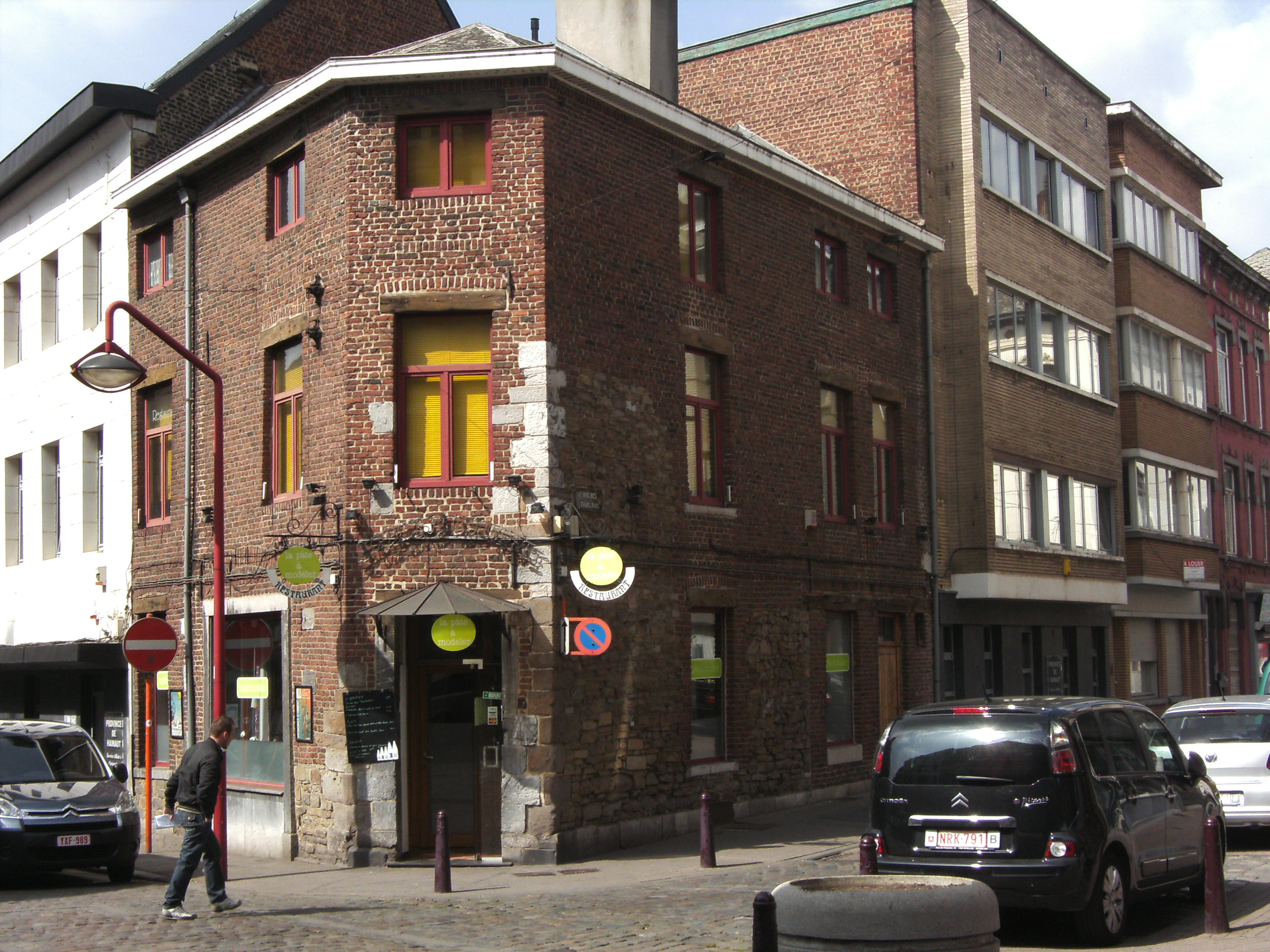
Bâtiment situé à l'angle des rues de la Régence et des Trois Rois qui conserve dans sa façade des pierres antérieures à sa destruction lors du siège de 1693.

2. À l'époque du royaume uni des Pays-Bas, la Régence désignait l'ensemble de magistrats communaux connu aujourd'hui sous le nom de collège communal. C'est à cela que l'on doit la dénomination de cette rue. 

En 1668, cette rue s'appelait Rue du Franc Cavalier, nom d'un ouvrage de fortification. C'est encore ce nom qui se trouve sur un plan dressé en 1808. À cette époque, la rue se terminait par un îlot triangulaire qui formait comme un bouchon (voir le plan de la Ville-Haute vers 1865, ci-dessus). De part et d'autre du bouchon, il y avait une ruelle : la Ruelle des Étoiles à l'est, la Ruelle du Puits à l'ouest. Au delà, il y avait ce qui restait des fortifications démantelées depuis 1748. Un temps, elle prit le nom de Rue du Curé. 

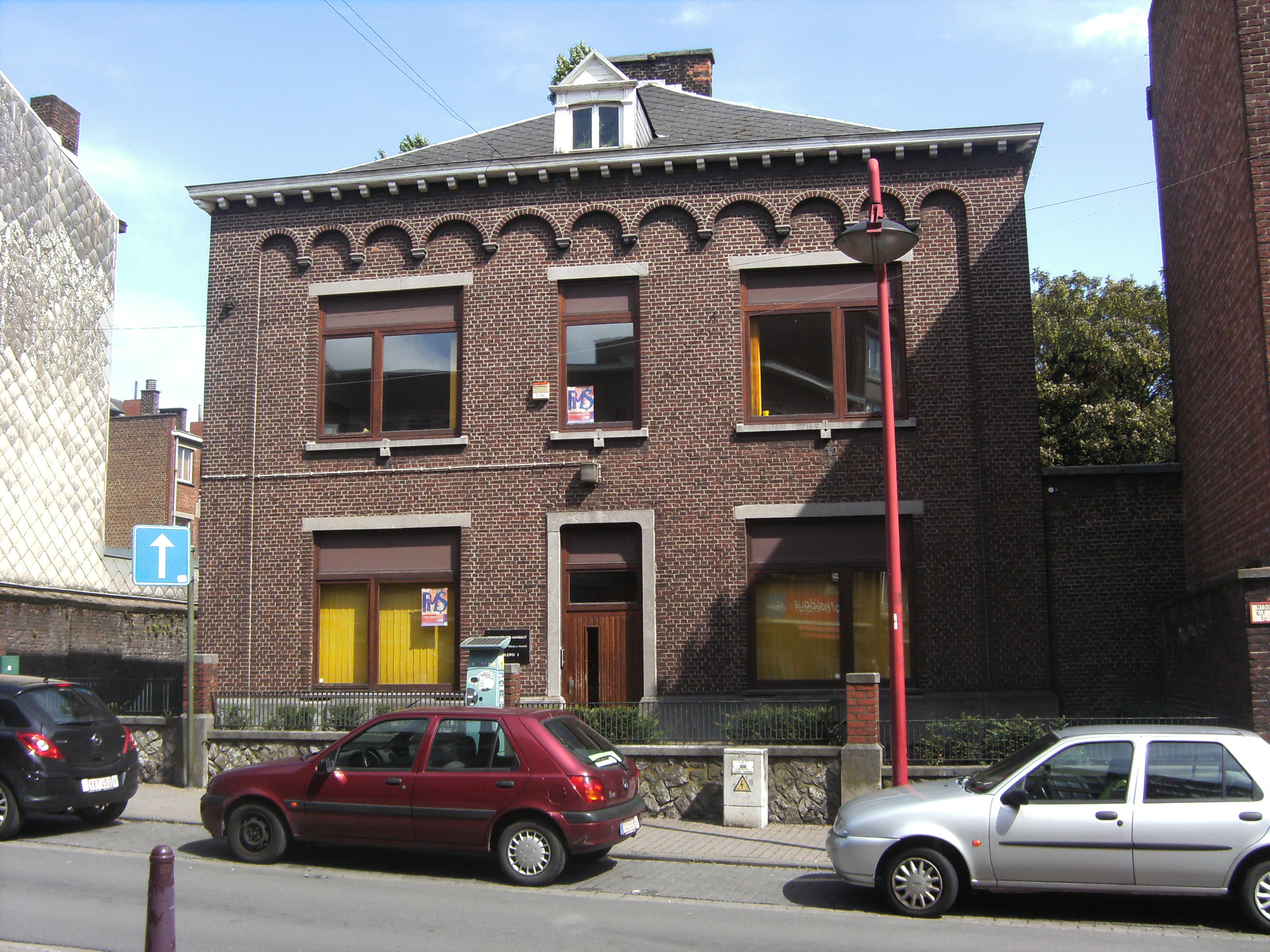
Bâtiment situé au n° 19 de la rue de la Régence. Datant de 1818, il fut successivement occupé par les services du génie de l'armée, la police judiciaire de 1927 à 1944 et actuellement par la Province de Hainaut.

Lors de la construction de la forteresse hollandaise en 1816, la Ville-Haute fut agrandie vers le nord, et la nouvelle rue après le bouchon prit le nom de rue de l'Arsenal. Après la destruction des fortifications et du bouchon, la rue prit le nom de Rue du Cavalier. Le nom de Rue de la Régence fut adopté en 1922.

### Rue Charles II
3. Nommée rue Vauban de 1860 à 2013. Avant 1860, elle portait le nom de Chemin du Magasin à Poudre.

### Rue du Gouvernement
4. Elle porte ce nom en souvenir de l'ancienne maison du gouverneur de la forteresse qui s'y trouvait.

### Rue d'Orléans
5. Un des bastions de la forteresse française portait ce nom pour honorer la famille d'Orléans. Elle porte ce nom depuis 1860, avant cette date, elle portait le nom de rue du Puits d'Orléans, faisant référence au puits creusé à cet endroit.

### Rue de la Montagne
Pour les articles homonymes, voir Rue de la Montagne.
6. Lien direct entre la Ville-Haute et la Ville-Basse, elle porte ce nom depuis 1860 pour la partie basse. La partie haute, débouchant sur la place, s'appelait rue Charles II jusqu'en 1912.

### Rue de France
7. Dans la forteresse, elle conduisait à une porte initialement appelée Porte de Darmey parce qu'elle permettait de se diriger vers Dampremy. Ce nom fut modifié en Porte royale de France. C'est en 1860 que la rue reçut son nom actuel.

### Rue Turenne

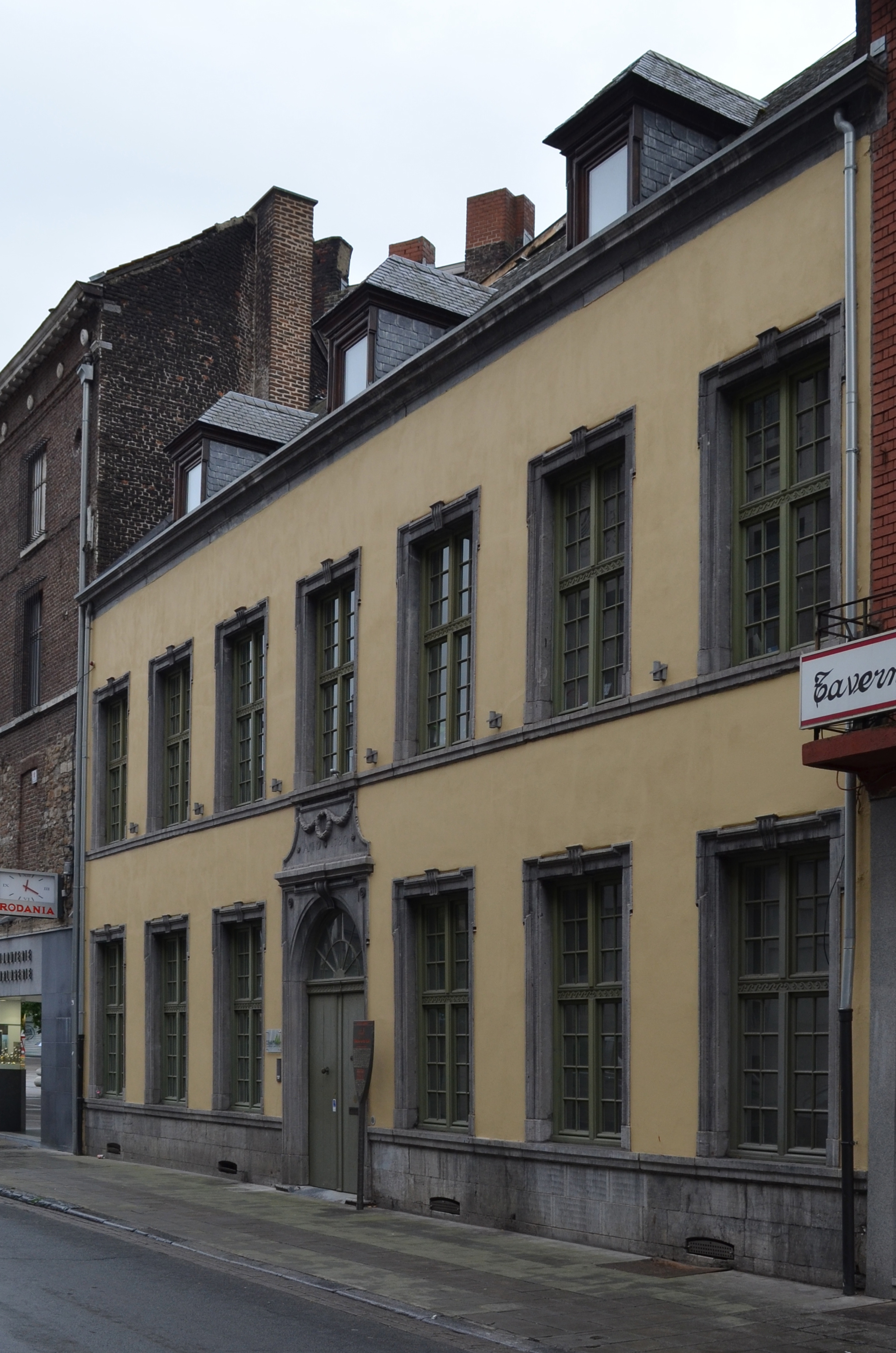
Maison du bailli, rue Turenne 2-4.

8. Henri de La Tour d'Auvergne, vicomte de Turenne avait pris Charleroi aux Espagnols en 1667. La rue porte son nom depuis 1860. Avant cela, elle s'appelait Grande rue des cavaliers, en référence aux ouvrages de fortification. Aux numéros 2 et 4 de cette rue se trouve la « Maison du bailli », liée à la famille des Desandrouin. De style Louis XVI, cette maison fut bâtie à la fin XVIIIe siècle

### Rue du Dauphin
9. D'après le nom d'un des bastions de la forteresse, nommé bastion du Dauphin en hommage au fils de Louis XIV.